# Тез-тур
Tez Tour — российский туристический оператор.

## Собственники и руководство
Основан в 1994 году Александром Синигибским, Александром Буртиным (Россия) и Левентом Айдыном (Турция).
В 2012 году из компании ушёл совладелец Левент Айдын. Группа компаний принадлежит исключительно российским акционерам. Владельцами ООО «Компания Тез-Тур», по данным Единого государственного реестра юридических лиц на 2005 год, являются, Александр Буртин, Николай Прокопов, Андрей Косырихин.
По состоянию на ноябрь 2014 года владельцами ООО «Компания Тез-Тур», по данным Единого государственного реестра юридических лиц, являются Александр Буртин (24 %), Зураб Джапарашвили (7 %), Владимир Каганер (7 %), Андрей Косырихин (24 %), Татьяна Леонова (7 %), Николай Прокопов (24 %), Мария Турбина (7 %).
Генеральный директор компании — Арзуманов Воскан.

## Деятельность
Помимо России Tez Tour работает на Украине, в Казахстане, Белоруссии, Болгарии, Эстонии, Литве, Латвии, Румынии и Молдавии.
Специализируется по следующим направлениям: Турция (с 1994 года), Таиланд (с 1997 года), Египет (с 1999 года), Испания (с 2003 года), Куба и Доминикана (с 2004 года), Мальдивы и Шри-Ланка (с 2007 года), Греция (с 2008 года), Андорра (с 2009 года), Австрия (с 2009 года), Италия (с 2012 года), ОАЭ (с 2012 года), Болгария (с 2012 года), Мексика (с 2012 года), Кипр и Франция (с 2014 года), Латвия, Литва, Эстония, Венгрия и Китай (все с 2015 года), Россия, Румыния, Белоруссия и Молдавия (все с 2016 года), Казахстан (с 2017 года).
Оборот компании в 2008 году составил около $1,9 млрд, прибыль — $35 млн.
Согласно оценочным данным информационного агентства Туринфо, в 2008 году компанией обслужено 1,1 млн туристов (в 2007 году — 850 тыс.), выручка — $920 млн (в 2007 — $425 млн).
По оценке информационного агентства Турпром, Tez Tour — лидер на египетском и турецком направлениях. По данным газеты «Коммерсантъ», в 2008 году Tez Tour перевёз в Турцию 1,8 млн человек, из них по направлению MICE. — 29 тыс. человек, украинских туристов MICE. — 22,7 %.
Развитие в регионах Российской Федерации Tez Tour осуществляет через продажу франшизы турагентствам. Также с 2013 года компания открыла прямые продажи через собственный сайт.

## Нарушения
В сентябре 2008 года ФАС РФ признала телерекламу компании Tez Tour со слоганом «Туроператор № 1» нарушающей закон «О рекламе» (Tez Tour приводит в телерекламе не соответствующие действительности сведения).